# Gastón da Cruz
Gastón da Cruz es un humorista e imitador uruguayo de voces de personajes políticos nacionales e internacionales, deportistas, personajes del espectáculo, etc.

## Televisión
Ha participado en los programas de televisión:
- 1994 a 1999 en Decalegrón: realizando voces en off y actuaciones
- 2002 a 2003 en Dale con Todo en Canal 10
- 2004 en "Entrada Libre" con el humorista Carlos "Bananita González"
- 2001 en El Show del Mediodía y anteriormente en Plop

Además ha participado en los programas "De igual a igual" en Canal 4 y Hola Vecinos en Canal 10 que conduce el periodista y locutor Omar Gutiérrez

## Radio
Ha conducido programas y participado como entrevistado en radios uruguayas como:
- CX 14 Radio El Espectador: durante 2001 en el programa "Rompecabezas"
- CX 16 Radio Carve
- CX 22 Radio Universal: programa "La Oreja" con el periodista y locutor Omar Gutiérrez
- CX 30 Radio Nacional: conduciendo programa de humor de 2008 a 2010 junto a Horacio Rubino.

## Teatro
Ha participado en Obras de Teatro como:
- "Palabras para un hijo de Buda" con el músico y humorista Julio Frade y elenco
- "Y son nuestros", espectáculo de humor de Angela Farias
- "Canto y humor de la querencia" en Sala Zitarrosa
- "De cierta clase de humor"

## Carnaval
Ha participado en Carnaval en Uruguay en las categorías:
- Parodistas: en la agrupación Momosapiens en el año 1999
- Revista: en la agrupación Talismán en el año 2003 logrando el premio en la categoría

## Publicidad
Ha realizado una infinidad de publicidades tanto en Televisión como en Radio.
Trabaja a través de Sociedad Uruguaya de Actores (SUA) como creativo publicitario, realizando Jingles, textos publicitarios y Locuciones.